# 冈伯格二聚体
冈伯格二聚体是一种有机化合物，化学式为C38H30，其名称来自化学家摩西·冈伯格。 它可以在三苯甲基自由基的聚合中产生：
它也可由三苯基氯甲烷和锌反应得到。它和对苯醌在氘代二氯甲烷中反应，加入戊烷后可以沉淀出白色的1,4-二(三苯甲氧基)苯。